# سالین‌چاخ
سالین‌چاخ (به لاتین: Salynchakh) یک منطقه مسکونی در جمهوری آذربایجان است که در شهرستان شکی واقع شده است.